# Rock Galaxy
Rock Galaxy è una raccolta della band Hard rock/Heavy metal tedesca Scorpions.
Il disco contiene solo brani pubblicati quando la band era promossa dalla casa discografica RCA ed alla chitarra c'era Ulrich Roth, periodo che va dal 1973 al 1978.

## Tracce
1. Speedy's Coming – 3:32
2. They Need A Million – 4:47
3. Drifting Sun – 7:39
4. Fly People Fly – 4:59
5. This Is My Song – 4:06
6. Far Away – 5:35
7. Fly To The Rainbow – 9:31
8. Dark Lady – 3:25
9. In Trance – 4:42
10. Life's Like a River – 3:50
11. Top of the Bill – 3:22
12. Living And Dying – 3:18
13. Robot Man – 2:42
14. Evening Wind – 5:02
15. Sun In My Hand – 4:20
16. Longing For Fire – 2:42
17. Night Lights – 3:14